# Séverine Clair
 (mai 2025).
Si vous disposez d'ouvrages ou d'articles de référence ou si vous connaissez des sites web de qualité traitant du thème abordé ici, merci de compléter l'article en donnant les références utiles à sa vérifiabilité et en les liant à la section « Notes et références ».
Séverine Clair est une chanteuse et animatrice de télévision et de radio française, née le 12 mars 1975, qui a été l'ambassadrice en France de Disney de 1994 à 1997, la dernière en date. Pendant ces trois saisons, elle anima le Disney Parade aux côtés de Jean-Pierre Foucault sur TF1. La plus grande chaîne d'Europe lui confie également l'animation de plusieurs prime time et émissions spéciales Disney tournées au Kenya ou aux États-Unis. Elle a été animatrice sur Vivre FM et chroniqueuse sur Voltage.

## Discographie

### Discographie Disney (1994-1999)

#### Singles
- 1995 : La belle au bois dormant[1]
- 1995 : Pinocchio
- 1995 : Rox & Rouky[1]
- 1996 : Bonjour l'amour / Je voudrais[1]

#### Albums
- 1995 : Contes et Chansons de Noël[1] (Avec Jean-Claude Drouot, Stéphane Grappelli, Maurice Vander, Gilbert Sigrist...)
- 1995 : Séverine Clair[1]
- 1995 : Raconte-moi la vie (Album de contes au profit des enfants atteints du Sida)
- 1996 : Rêves de Princesse[1]
- 1999 : Mes chansons préférées Disney : chansons de Noël (réédition)
- 2009 : compilation - Les 100 plus belles musiques pour Bébés ( hors Disney ) elle y chante quelques titres

### Discographie après 1997

#### Singles
- 1998 : Cœur Soleil / Como el sol (avec Anthony Eden)[1]

## Filmographie
- 2009 : Lisa de Thierry Obadia et Pascal J. Jardel

## Distinctions
- Nomination aux 7 d'or dans la catégorie meilleure animatrice de programmes destinés à la jeunesse.